# Aufstand in Montenegro 1941
Im Jahr 1941 kam es zu einem Aufstand in Montenegro, bei dem sich Angehörige der kommunistischen Partisanenbewegung sowie der serbisch-nationalistischen Tschetnik-Gruppen gegen die italienische Besatzungsmacht auflehnten. Der Aufstand begann im Juli und erfasste bis zum Monatsende weite Teile des montenegrinischen Gebiets. Eine italienische Gegenoffensive stellte bis zum 16. August die Kontrolle der italienischen Armee über alle größeren Städte wieder her. Danach ging der Aufstand bis Dezember in eine Phase geringerer Intensität.

## Hintergrund

### Italienische Besatzung
Ab dem 6. April 1941 marschierten die Truppen der Achsenmächte Deutschland, Italien, Bulgarien und Ungarn als Teil des Balkanfeldzugs im Königreich Jugoslawien ein. Bereits in der vorläufigen Aufteilung der jugoslawischen Besatzungszonen wurde Montenegro mit Zustimmung der Deutschen dem Königreich Italien zugeschlagen, welches einerseits strategische Interessen in der Adria sowie andererseits die dynastischen Bande der italienischen Königin Elena von Montenegro verfolgte.
Den Kern der Besatzungsmacht stellte ab Ende April die 18. Infanteriedivision „Messina“ des XIV. Armeekorps, welches Teil der in Albanien dislozierten 9. Armee war. Am 28. April wurde Graf Serafino Mazzolini zum Kommissar für Montenegro ernannt. Am 18. Mai gründete Mazzolini eine Kollaborationsregierung für Montenegro, die der italienischen Besatzungsmacht zunächst beratend zur Seite stand.

### Wachstum der Widerstandsbewegungen
Die Errichtung eines Unabhängigen Staats Kroatien (NDH) unter Führung der mit den Achsenmächten verbündeten faschistischen Ustascha führte bereits in den ersten Wochen zu genozidalen ethnischen Säuberungen im NDH-Staat, wovon Serben, Montenegriner und Bosniaken auf dem Gebiet der heutigen Staaten Kroatien und Bosnien-Herzegowina betroffen waren. Diese Vorgänge erzeugten Flüchtlingswellen in die benachbarten Gegenden Serbien und Montenegro, wo sich die Stimmung gegen die Besatzungsmächte ebenfalls anheizte. Mindestens 25.000 Flüchtlinge erreichten in den ersten Kriegsmonaten Montenegro. Auch die Angliederung des Kosovo an das von Italien kontrollierte Königreich Albanien erzeugte unter der serbienfreundlichen Bevölkerungsmehrheit in Montenegro große Entrüstung, zumal aus dem Kosovo mindestens 5000 Montenegriner vertrieben worden waren. Weiterhin machten sich die Italiener durch die Neuziehung von Grenzen unbeliebt: die kosovarisch-montenegrinische Grenze wurde zugunsten des Kosovo angepasst und an der Küste wurde Ulcinj von Montenegro abgetrennt.
Der Angriff der Achsenmächte auf die Sowjetunion (22. Juni 1941) aktivierte in ganz Europa den Widerstand kommunistischer Sympathisanten. Als sich Jugoslawiens kommunistische Partisanenbewegung am 4. Juli nach einem Aufruf der Komintern formell zur Aufnahme des Partisanenkampfs entschied, wurde Milovan Đilas als Organisator neuer Partisanenabteilung nach Montenegro abkommandiert. Đilas erhielt vom Partisanen-Oberbefehlshaber Josip Broz Tito jedoch die Ermahnung, zunächst keine Rebellion in Montenegro loszutreten, da die Italiener diese mit Sicherheit niederschlagen würden.
Dem Wachstum der Widerstandsbewegungen half die Tatsache, dass die Achsenmächte die jugoslawische Armee im April 1941 nur sehr unvollständig entwaffnet hatten. In Montenegro standen disproportional viele Waffendepots sowie eine große Anzahl Veteranen der königlichen Armee für einen Aufstand zur Verfügung.

### Proklamation vom 12. Juli 1941
Die italienische Regierung hatte zunächst das politische Ziel eines monarchischen Marionettenstaats in Montenegro verfolgt. Dieser Plan musste aber zurückgestellt werden, nachdem Michael Petrović-Njegoš, Enkelsohn des letzten montenegrinischen Königs, den Thron ablehnte. Stattdessen beriefen die Italiener jetzt für den 12. Juli 1941 eine Nationalversammlung ein.
Am 12. Juli proklamierte Sekula Drljević mit italienischer Unterstützung einen Unabhängigen Staat Montenegro, der als Teil des faschistischen Machtblocks operieren sollte. Dabei wurde die Entscheidung zur montenegrinischen Union mit Serbien vom 26. November 1918 formell widerrufen und eine konstitutionelle Monarchie in Montenegro proklamiert. Da Prinz Michael den Thron abgelehnt hatte, bat die montenegrinische Versammlung die italienische Regierung um die Ernennung eines Kronregenten. Drljević hatte eine Gruppe von Unterstützern, die sich auf das Erbe der separatistischen Želenasi („Grüne“) beriefen, welche die Union Montenegros mit Serbien schon 1918 abgelehnt hatten. Drljević und seine Separatisten hatten jedoch praktisch keinen Rückhalt in der montenegrinischen Zivilbevölkerung.

## Verlauf

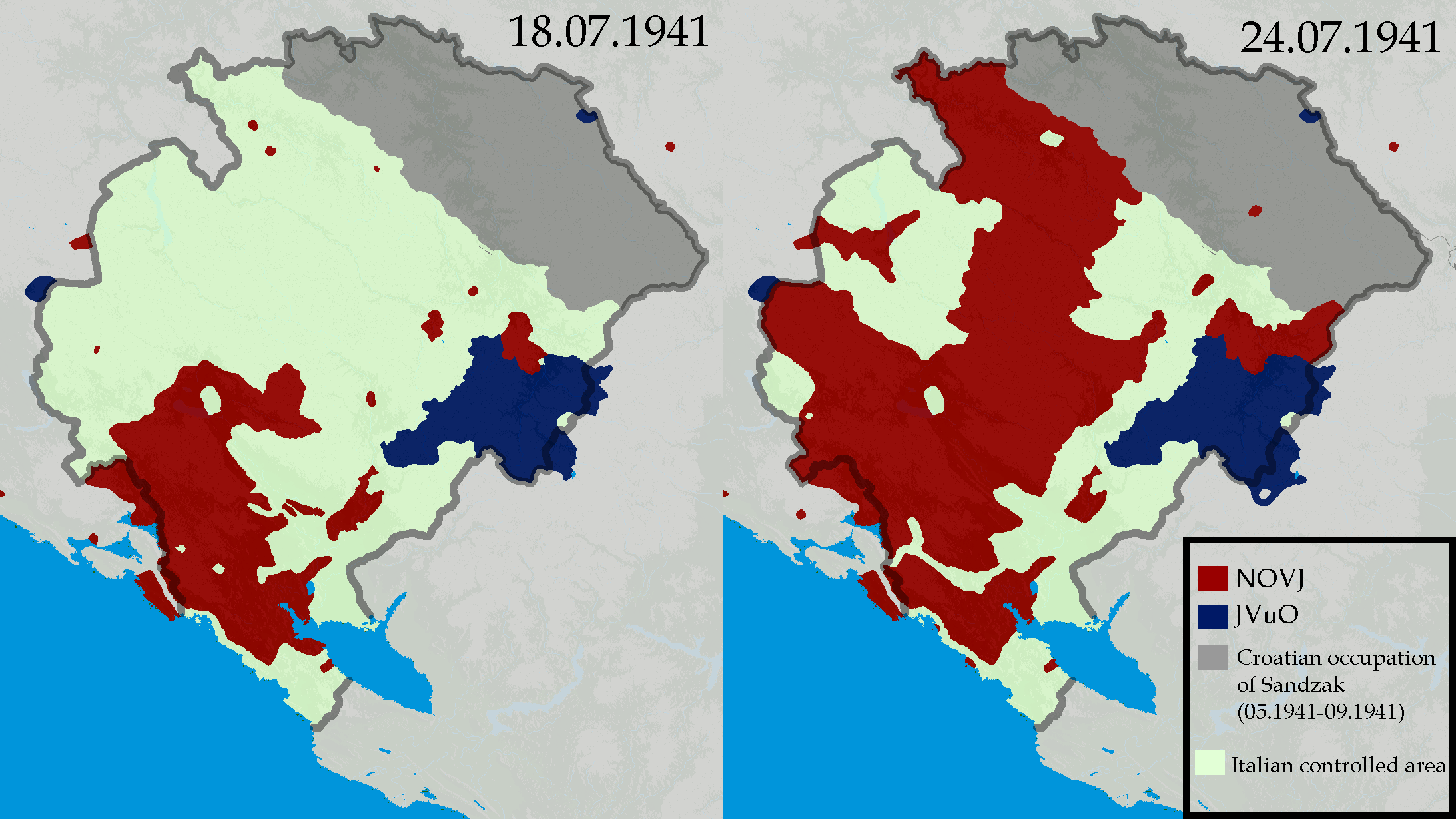
Aufstand in Montenegro, Juli 1941

Am 13. Juli 1941 begann in Montenegro der Aufstand, nachdem sowohl Partisanen als auch Tschetniks die Erklärung des 12. Juli als unmittelbare Provokation empfunden hatten. Die historischen Kräfte der Bjelaši („Weiße“), der Gegner der Želenasi, boten den Aufständischen schnell viel Zulauf. Im kommunistischen Jugoslawien wurde die Zahl der Aufständischen mit 32.000 angegeben.
Der Aufstand breitete sich im ländlichen Montenegro rasend schnell aus; innerhalb von zehn Tagen war fast das ganze Land den Rebellen zumeist kampflos in die Hände gefallen, wobei nur Cetinje, Podgorica, Nikšić und Pljevlja unter der Kontrolle italienischer Garnisonen blieben.
Am 15. Juli führten die Partisanen einen ihrer ersten großen Hinterhalte aus, die sie in den nächsten Kriegsjahren wiederholt einsetzen würden. Die 18. Infanteriedivision „Messina“ lief unweit Cetinje in eine Falle und verlor fast ein ganzes Bataillon, wobei die Partisanen nur minimale Verluste erlitten.
Das Tempo des Aufstands war so schnell, dass selbst die KPJ überrascht wurde und mit ihren Versuchen der Kommunikation mit der Parteiführung die Rebellion eher abbremste als beschleunigte. Schließlich schlossen sich aber auch die KPJ-Funktionäre Milovan Đilas und Moša Pijade mit ihren Kräften in Montenegro der Rebellion an. Sie versuchten, bei den einzelnen Rebelleneinheiten Volksverbindungsoffiziere (de facto Politoffiziere) zu installieren und stellten am 18. Juli ein provisorisches Oberkommando für Montenegro auf, dem bei sechs Mitgliedern vier KPJ-Veteranen sowie ein Sympathisant, Ex-Generalstabsoffizier Arso Jovanović, angehörten.

### Italienische Gegenoffensive, August 1941
Am 24. Juli beriefen die Italiener ihren zivilen Besatzungskommissar Serafino Mazzolini ab und übertrugen dem Hauptquartier der 9. Armee in Tirana unter Alessandro Pirzio Biroli die Zuständigkeit für Montenegro. Pirzio Biroli erhielt weitgehende Vollmachten. Die militärische Planung wurde dem Befehlshaber des XIV. Armeekorps, Luigi Mentasti, übertragen. Das XIV. Korps wurde zu diesem Zweck temporär mit fast allen verfügbaren Kräften entlang der östlichen Adriaküste verstärkt. Das Korps trat nachfolgend mit den Infanteriedivisionen „Messina“, „Venezia“, „Taro“ und „Marche“ sowie den Gebirgsjägerdivisionen „Pusteria“ und „Cacciattori delle Alpi“ zum Angriff auf Montenegro an. Die italienische Armee stieß hierbei aus mehreren Richtungen (Albanien, Kosovo, Herzegowina) gleichzeitig nach Montenegro vor. Die Italiener machten sich außerdem die Animositäten zwischen Montenegrinern und Albanern zunutze und verwendeten eine beträchtliche Zahl albanischer Hilfstruppen.
Während ihres Feldzugs in Montenegro plünderte und brandschatzte die italienische Armee. Etwa 26.000 Zivilisten wurden als Geiseln in provisorischen Konzentrationslagern interniert.
Die Rückeroberung Montenegros konnte mit der Eroberung von Žabljak am 16. August abgeschlossen werden.
Pirzio Biroli befahl am 26. Juli die Einrichtung eines neuen Büros für zivile Angelegenheiten für Montenegro. Den von Mazzolini am 18. Mai gegründeten montenegrinischen Rat löste er auf und gründete einen neuen Nationalrat erst am 22. August 1942.

### Erneute Besatzung
Am 20. September brach der britische SOE-Offizier Bill Hudson mit drei montenegrinischen Begleitern an Bord des U-Boots HMS Triumph von Malta aus auf, um Kontakt mit den montenegrinischen Aufständischen aufzunehmen, nachdem die Nachrichten der Rebellion die britische Regierung sowie die jugoslawische Exilregierung in London beeindruckt hatten. Nach der Ankunft trafen sie sich bei Radovče mit dem Partisanenführer für Montenegro Đilas, dem Offizier Jovanović sowie mit Partisanen-Geheimdienstchef Mitar Bakić.
Am 3. Oktober 1941 wurde durch die italienische Besatzungsmacht erneut ein Unabhängiger Staat Montenegro proklamiert.
Mitte Oktober entschied sich der italienische General Pirzio-Biroli, in Montenegro die Gebiete zwischen Tiva und Tara zu räumen, um den Nachschub seiner Truppen zu sichern. Ortschaften wie Goražde und Foča wurden temporär den Tschetniks überlassen, was zu lokalen Massakern an Kroaten und Bosniaken führte. In das entstandene Vakuum stießen die Partisanen vor, die sich bei den Montenegrinern schnell unbeliebt machten, indem Repression der Besatzungsmacht durch ihre eigene ersetzten. In Montenegro herrschte im Herbst 1941 ein Roter Terror. Bauern mit Landbesitz, Kaufleute sowie qualifizierte Arbeiter gerieten ins Visier der Partisanen, wodurch diese viele Sympathien in Montenegro verspielten.
Am 31. Oktober versuchten die Italiener, durch das Angebot einer Generalamnestie der Rebellion den Wind aus den Segeln zu nehmen.
Ende Oktober traf der Tschetnik-Befehlshaber Draža Mihailović vor dem Hintergrund des gleichzeitigen Aufstands in Serbien, dass eine weitere Kooperation mit den kommunistischen Partisanen nicht mehr tragbar sei. Diese Entscheidung schlug sich noch nicht sofort in Montenegro wieder, brach aber bis zum Jahreswechsel 1941/42 auch hier die Allianz zwischen Partisanen und Tschetniks.

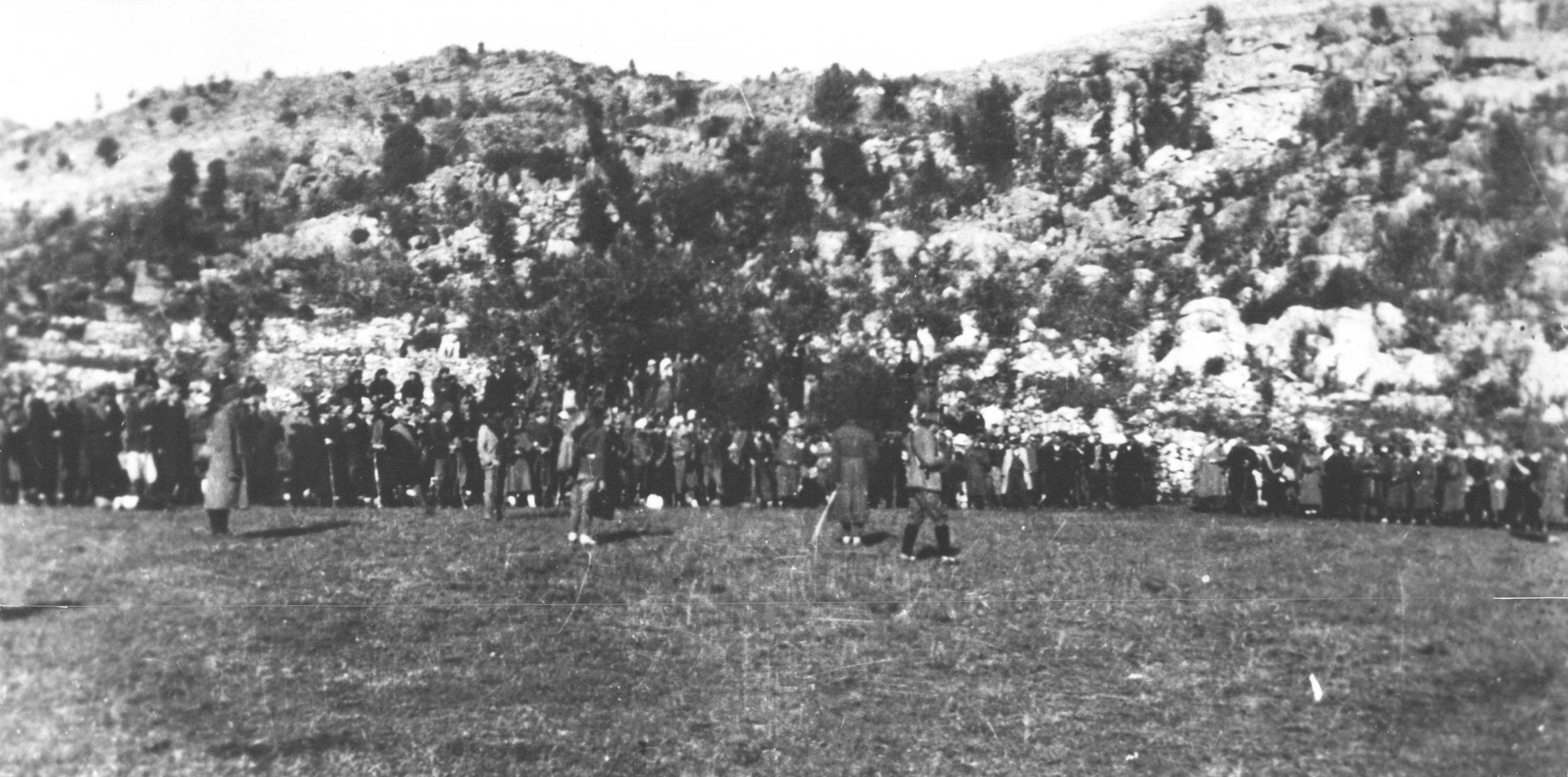
Partisanen vor der Schlacht bei Pljevlja, Ende November 1941

Ende November wurde der gleichzeitige Aufstand in Serbien durch das deutsche Unternehmen Užice in Südwestserbien niedergeschlagen. Dies brachte die Partisanenbewegung, die vorher in der Region die Republik Užice kontrolliert hatte, in große Bedrängnis. Deshalb fiel bei den montenegrinischen Rebellen eine primär von den Kommunisten beworbene Entscheidung, eine Expedition nach Serbien durchzuführen, um die serbischen Partisanen zu unterstützen. In der Nacht vom 1./2. Dezember 1941 unternahmen diese Truppe mit 3.700 Mann einen Angriff auf die italienische Garnison bei Pljevlja. Jedoch erlitten die Partisanen eine verheerende Niederlage und mussten sich südwärts zurückziehen. 203 Partisanen wurden getötet und weiter 269 verwundet. Die KPJ wurde durch diese Niederlage blamiert und verhärtete daraufhin die Maßnahmen des Roten Terrors in Montenegro. Die neue Terrorwelle richtete sich hauptsächlich gegen die Tschetniks, mit denen sich die Partisanen seit dem 1./2. November in Serbien im Krieg befanden.
Die doppelte Niederlage bei Uzice in Serbien und Pljevlja in Montenegro bedeuteten für die Partisanenbewegung das Ende der Rebellionen in Serbien und Montenegro.

## Verluste
Die italienische Armee erlitt im Verlauf der Operationen in Montenegro über 1000 Tote und Verwundete. Die Verluste der Widerstandsgruppen waren deutlich höher.

## Nachspiel
Im Dezember 1941 stellten die Italiener für ihre montenegrinische Besatzungsmacht ein dezidiertes Truppenkommando Montenegro auf. Dieses Kommando blieb bis zum 30. Juni 1943 für Montenegro zuständig, wonach die Region in den Zuständigkeitsbereich der am 15. Mai 1943 neu aufgestellten Heeresgruppe Ost überführt wurde. Die italienische Truppenstärke in Montenegro lag in der Folge zunächst bei ~72.000 (April 1942), fand ihren Höhepunkt bei ~107.000 (August 1942) und schrumpfte danach wieder auf ~71.000 (August 1943) zusammen.
In einer improvisierten Politbürositzung der KPJ am 7. Dezember 1941 in Drenovo bot Tito als Ergebnis der Niederlagen von Uzice und Pljevlja seinen Rücktritt an. Dies wurde vom Rest der KPJ-Führung jedoch abgelehnt.
Am 12. Januar 1942 erließ Pirzio Biroli für Montenegro den Befehl, für jeden getöteten italienischen Soldaten oder verwundeten Offizier 50 Geiselerschießungen sowie für jeden verwundeten Soldaten 10 Geiselerschießungen durchführen zu lassen. Diese Praxis der Geiselerschießungen war eine Kopie der Politik, die Maximilian von Weichs und Wilhelm Keitel in zwei verschiedenen Befehlen des Jahres 1941 für die deutsche Besatzungszone in Serbien befohlen hatten. Die italienische Erschießungsquote wurde nach der Beruhigung der Lage in Montenegro und der Herzegowina im Verlauf des Jahres 1942 gesenkt. Die Praxis der italienischen Truppen, gefangene Partisanen in der Regel sofort zu erschießen, blieb davon jedoch unberührt.
Im Februar 1942 gingen die Tschetniks in Montenegro gegen die während des Roten Terrors etablierten Hochburgen der Partisanen in Montenegro in die Offensive. Die wichtigen Tschetnik-Kommandanten waren hierbei Pavle Đurišić im Norden und Bajo Stanišić im Süden. Die Partisanen verloren die Kontrolle über Kolašin (23. Februar), woraufhin die montenegrinischen Tschetniks ein Stillhalteabkommen mit den Italienern schlossen (27. Februar). Am 9. März 1942 wählte ein Kongress von Tschetnik-Offizieren Blažo Đukanović, den ehemaligen Ban von Zeta, zum Befehlshaber der Tschetnik-Streitkräfte in Montenegro. Dadurch konnte ein Machtkampf zwischen den Tschetnik-Führern Đurišić und Stanišić vermieden werden. Đukanović erklärte wiederum seine Unterstellung unter Mihailović.
Đurišić konnte sein Prestige aus dem montenegrinischen Aufstand nutzen, um im weiteren Verlauf des Krieges als mächtiger Tschetnik-Führer relevant zu bleiben. Er kollaborierte ab 1942 mit den Italienern und ab 1943 mit den Deutschen. Montenegro war in den Jahren 1942/43 eine Hochburg der Tschetniks. Mihailović schlug hier im Juni 1942 das Hauptquartier seiner Tschetnik-Armee, der „Jugoslawischen Armee im Vaterland“, auf. Die Italiener tolerierten die Anwesenheit der Tschetniks, solange sich diese in ihren militärischen Aktionen auf die kroatischen Ustascha konzentrierten. Die Erfahrung des Roten Terrors im Herbst 1941 sorgte dafür, dass die Sympathien für die Partisanenbewegung in Montenegro bis ins Frühjahr 1943 sehr gering blieben.

## Beteiligte Verbände der italienischen Armee
- 18. Infanteriedivision „Messina“
- 19. Infanteriedivision „Venezia“
- 22. Infanteriedivision „Cacciattori delle Alpi“
- 32. Infanteriedivision „Marche“
- 48. Infanteriedivision „Taro“
- 5. Gebirgsdivision „Pusteria“